# سيمينول (أوكلاهوما)
سيمينول (بالإنجليزية: Seminole, Oklahoma)‏ هي مدينة تقع بولاية أوكلاهوما في الولايات المتحدة. تبلغ مساحة هذه المدينة 37.6 (كم²)، وترتفع عن سطح البحر 272 م، بلغ عدد سكانها 6899 نسمة في عام 2010 حسب إحصاء مكتب تعداد الولايات المتحدة.

## أعلام
- جيسي بيرسون
- شارون كلارك
- دنفر جونسون
- روجر كار

## وصلات خارجية
- www.seminole-oklahoma.net
- The US50 - Cities and Towns in Oklahoma State